# 이로하 (배우)
이로하(일본어: 彩羽, 1995년 1월 5일 ~ )는 일본의 여배우로, 도쿄도 출신이며, 아르주스 소속다.